# Maurice Costello

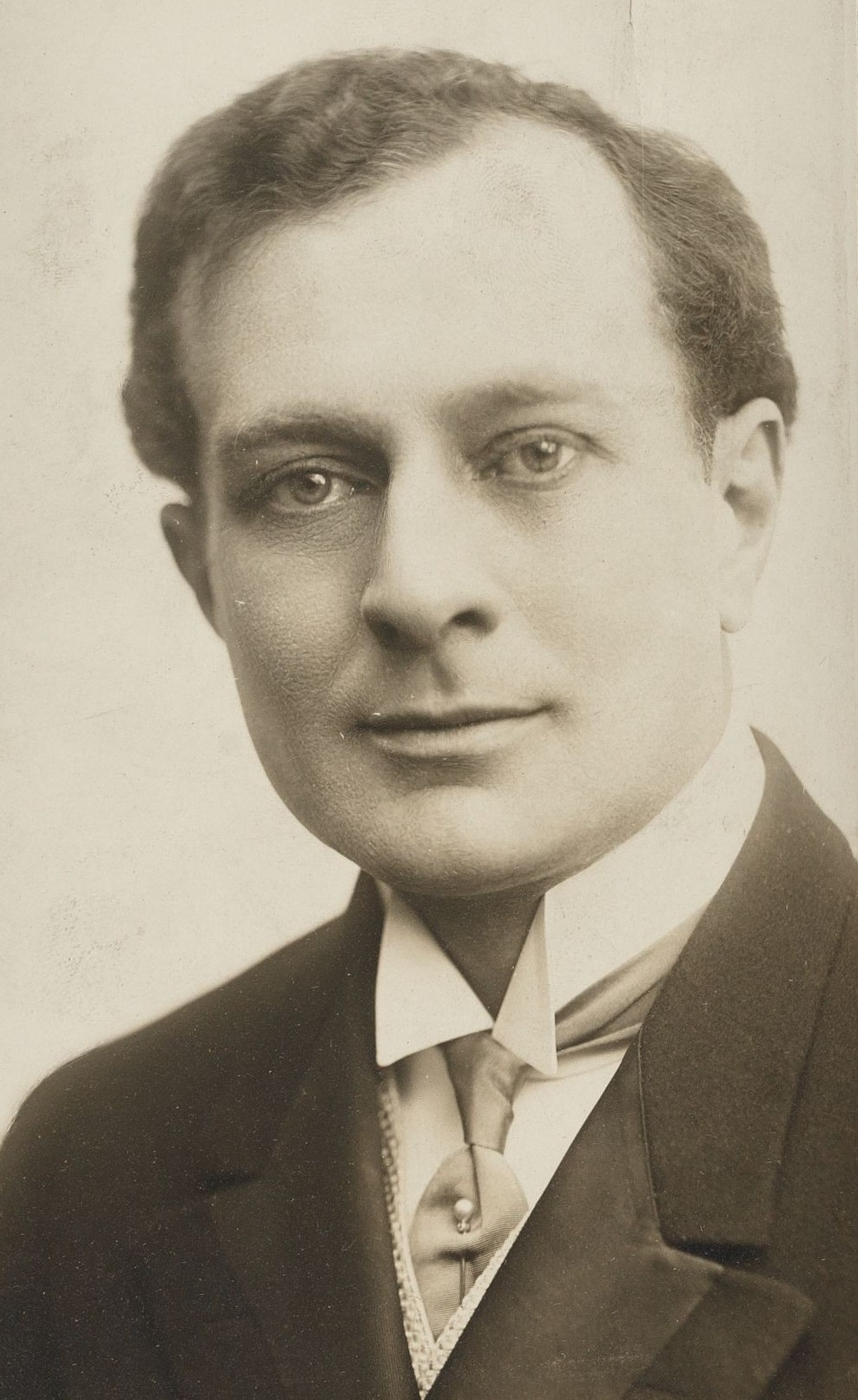
Maurice Costello, Harvard Theatre Collection

Maurice George Costello (22 de fevereiro de 1877 - 29 de outubro de 1950) foi um ator estadunidense da era do cinema mudo, que também dirigiu filmes e escreveu roteiros para o cinema. Entre 1905 e 1945, atuou em 279 filmes, dirigiu 79 e escreveu dois roteiros. Foi pai das atrizes Dolores Costello e Helene Costello.

## Biografia
Costello nasceu em Pittsburgh, Pensilvânia, filho dos imigrantes irlandeses Ellen (nascida Fitzgerald, em 1853) e Thomas Costello (nascido em 1852).
Depois de vários trabalhos como mensageiro e office-boy, Costello fez sua estréia no vaudeville de Pittsburgh em 1894, cantando as canções irlandesas como Here Lies the Mick That Threw the Brick (Hell Never Throw Another). Buscando algum sucesso no teatro, ele atuou no palco em Scotland Yard, The Kentucky Feud e The Cowboy and the Lady.
Algumas fontes defendem que ele atuou no cinema pela primeira vez em 1905, caracterizando o personagem Sherlock Holmes no filme Adventures of Sherlock Holmes, porém o IMDB defende como o protagonista Broncho Billy Anderson. O primeiro filme com crédito de Costello foi Salome (1908), ao lado da atriz Florence Lawrence. Atuando pelo Vitagraph Studios, tornou-se um membro da companhia, ao lado de Florence Lawrence. Atuou em filmes como A Tale of Two Cities (1911), adaptado do romance de Charles Dickens, The Man Who Couldn't Beat God e For the Honor of the Family.

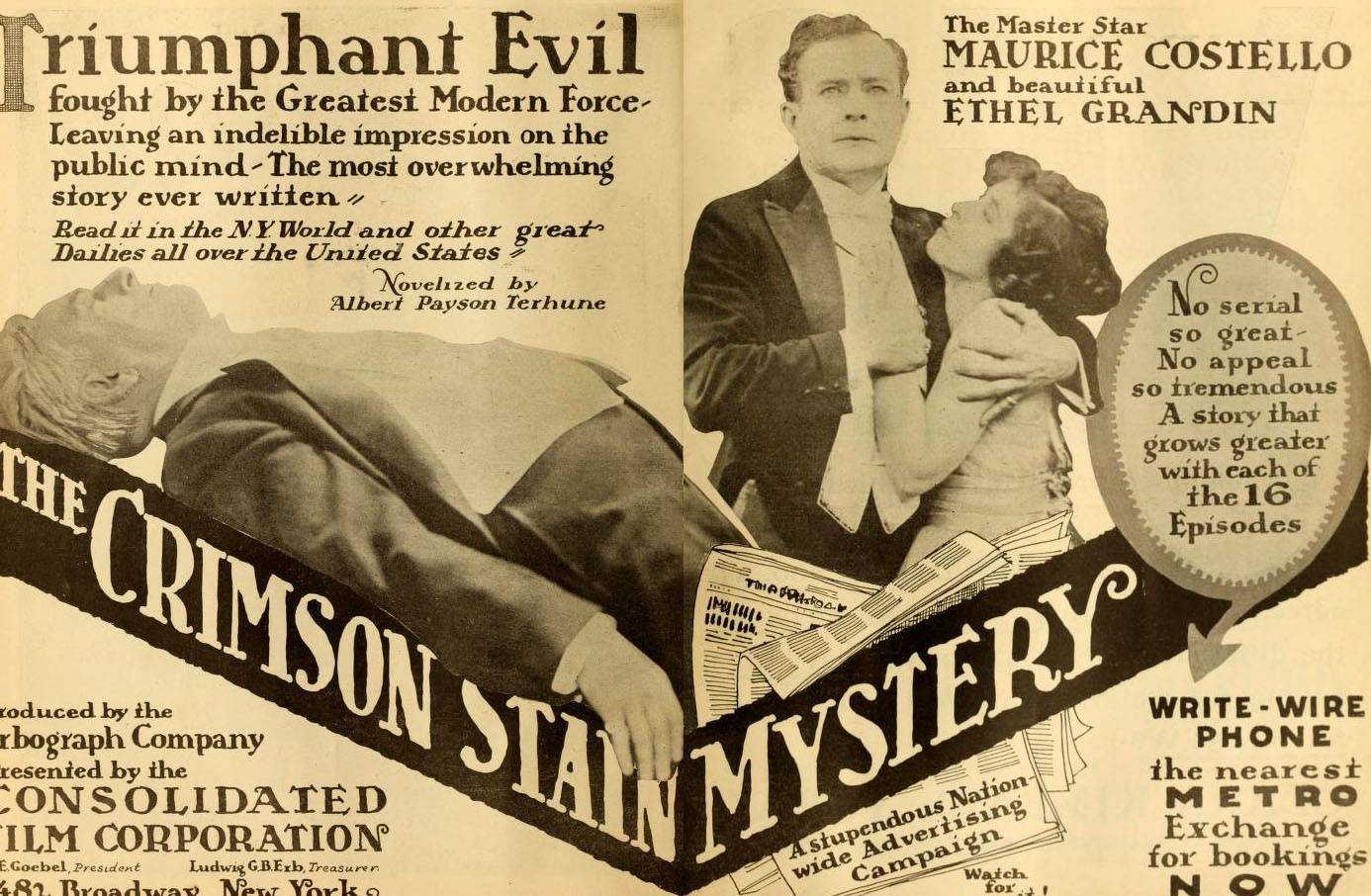
Anúncio do seriado The Crimson Stain Mystery, de 1916.

Atuou no seriado da Erbograph Company, The Crimson Stain Mystery, em 1916, ao lado de Ethel Grandin, porém não obteve o sucesso desejado. Após um tempo sem atuar, quando voltou à Vitagraph em 1919, para fazer The Captain's Captain, começou a atuar apenas em pequenos papéis. Atuou algumas vezes no teatro, como em The Battle (1925), The Pay Off (1928) e Weak Sisters (1929). Em 15 de fevereiro de 1932 teve um AVC, porém se recuperou. Em 1936, fez um pequeno papel em Hollywood Boulevard, pela Paramount Pictures.
Ele foi um dos primeiros atores mudos no cinema americano, mas, como muitas outras estrelas da era muda, ele encontrou dificuldade na transição para o cinema falado. No entanto, Costello insistiu e continuou a aparecer em filmes, muitas vezes em pequenos papéis, até 1945. Atuou não-creditado em filmes como Mr. Smith Goes to Washington, de Frank Capra, e The Roaring Twenties, ambos em 1939. Seu último filme foi Guest Wife, em 1945, num papel não-creditado.
Maurice Costello foi o descobridor de Moe de Three Stooges (Moses Harry Horwitz) que, quando adolescente, trazia recados e lanches para os atores do Vitagraph Studios sem nenhum custo. Isso impressionou Costello que o apresentou a outros atores. Moe passou a ganhar, então, pequenos papéis em muitos dos filmes da Vitagraph, mas a maioria destes filmes foi destruída por um incêndio nos estúdios em 1910.

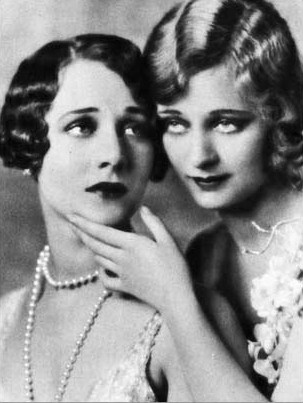
Dolores e Helene Costello, filhas de Maurice, tornaram-se atrizes.

De 1946 até o fim de sua vida, Costello viveu em retiro na Motion Picture Country House, e morreu aos 73 anos, em 1950, em Los Angeles, Califórnia, sendo sepultado no Calvary Cemetery (Los Angeles).
Por sua contribuição para o cinema, Maurice Costello tem uma Estrela na Calçada da Fama, no 6516 Hollywood Boulevard.

## Família
Casou em 8 de junho de 1902 com a atriz Mae Costello (nascida Altschuk). Teve duas filhas, as atrizes Dolores Costello e Helene Costello, um neto, John Drew Barrymore, e a bisneta Drew Barrymore.
Em 23 de novembro de 1913, Costello foi preso por espancar sua esposa, Mae. Em 25 de novembro de 1913, Costello admitiu ter batido em sua esposa enquanto intoxicado. Mae Costello solicitou que as acusações fossem mudadas e Costello obteve liberdade condicional pela Magistrate Geisner of the Coney Island Police Court.
Costello e Mae se divorciaram em 1927. Em 8 de agosto de 1939, casou com Ruth Reeves, uma operadora da Central Casting Agency. Em 1941, a segunda Sra. Costello iniciou o divórcio alegando que Costello era excessivamente ciumento e a ameaçara com um rifle calibre 22. Divorciaram-se em 1941.

## Filmografia parcial
- Salome (1908)
- Antony and Cleopatra (1908)
- A Midsummer Night's Dream (1909)
- A Tale of Two Cities (1911)
- Mr. Barnes of New York (1914)
- The Crimson Stain Mystery (seriado, 1916)
- The Captain's Captain (1919)
- Conceit (1921)
- Man and Wife (1923)
- Let Not Man Put Asunder (1924)
- Virtuous Liars (1924)
- Johnny Get Your Hair Cut (1927)
- Eagle of the Night (seriado, 1928)
- Mr. Smith Goes to Washington (1939)
- The Roaring Twenties (1939)
- The Sea Hawk (1940)
- Lady from Louisiana (1941)
- Here Comes Mr. Jordan (1941)
- Du Barry Was a Lady |(1943)
- Guest Wife (1945)